# Marcus Ehning
Marcus Ehning (Südlohn, 19 aprile 1974) è un cavaliere tedesco.

## Palmarès

### Olimpiadi
- 1 medaglia:
  - 1 oro (Sydney 2000 nel salto a squadre)

### Mondiali
- 1 medaglia:
  - 1 bronzo (Aachen 2006 nel salto a squadre)

### Europei
- 5 medaglie:
  - 3 ori (Hickstead 1999 nel salto a squadre; Donaueschingen 2003 nel salto a squadre; San Patrignano 2005 nel salto a squadre)
  - 1 argento (Mannheim 2007 nel salto a squadre)
  - 1 bronzo (Donaueschingen 2003 nel salto individuale)